# 长叶杜虹花
长叶杜虹花（学名：Callicarpa formosana var. longifolia）是马鞭草科紫珠属杜虹花的变种，為臺灣特有植物。